# Мако, Джин
Константин «Джин» Мако  (англ. Constantine «Gene» Mako; 24 января 1916, Будапешт — 14 июня 2013, Лос-Анджелес) — бывший американский теннисист, пятикратный победитель турниров Большого шлема в мужском парном и в смешанном парном разрядах, двукратный обладатель Кубка Дэвиса в составе сборной США, член Международного зала теннисной славы с 1973 года.

## Ранние годы
Отец Джина, Бартоломью Мако, окончил Будапештскую королевскую школу рисования в 1913 году. После Первой мировой войны он покинул Венгрию и, вместе с женой и единственным сыном, отправился сначала в Италию, а потом в Аргентину и после трёх лет, проведённых в Буэнос-Айресе, переехал в Соединённые Штаты Америки и поселился в Лос-Анджелесе.

## Карьера
В 1934 году, играя за Университет Южной Калифорнии, Джин Мако выиграл теннисный чемпионат Национальной ассоциации студенческого спорта в одиночном и в парном разрядах.
Наибольших успехов добился в мужском парном разряде, играя со своим другом Доном Баджем. Они соревновались в семи финалах турниров Большого шлема, четыре из которых выиграли.
В 1936 году Джин Мако одержал единственную в карьере победу в смешанном парном разряде — он и Элис Марбл в финале Открытого чемпионата США переиграли со счетом 6-3, 6-2 Дона Баджа и Сару Палфри-Кук.
С 1935 по 1938 был членом сборной США в Кубке Дэвиса, и дважды, в 1937 и в 1938, выигрывал в составе команды главный трофей.
Мако входил в десятку лучших теннисистов США в 1937 и 1938 (был 3-м), и он был 9-м в мировой теннисной классификации в 1938 году. В том же году он дошёл до финала в одиночном разряде на Открытом чемпионате США, где потерпел поражение от своего постоянного партнёра в парных соревнованиях Дона Баджа. На пути к этому финалу несеяный Мако переиграл шестого сеяного Фрэнка Ковача.
Во время Второй мировой войны Мако служил в военно-морском флоте США.
В 1973 году имя Джина Мако было включено в списки Международного зала теннисной славы. В 1999 году он был избран в Спортивный зал славы Университета Южной Калифорнии.

## Выступления на турнирах Большого шлема

### Финалы турниров Большого шлема в одиночном разряде

#### Поражения (1)
| Год  | Турнир        | Покрытие | Соперник в Финале | Счёт в финале      |
| 1938 | Чемпионат США | трава    | Дон Бадж          | 3-6, 8-6, 2-6, 1-6 |

### Финалы турниров в парном разряде: 7 (4-3)

#### Победы (4)
| Год  | Турнир              | Покрытие | Партнёр  | Соперники в Финале               | Счёт в финале      |
| 1936 | Чемпионат США       | трава    | Дон Бадж | Уилмер Эллисон Джон ван Рин      | 6-4, 6-2, 6-4      |
| 1937 | Уимблдонский турнир | трава    | Дон Бадж | Пэт Хьюз Раймонд Таккей          | 6-0, 6-4, 6-8, 6-1 |
| 1938 | Уимблдонский турнир | трава    | Дон Бадж | Хеннер Хенкель Георг фон Метакса | 6-4, 6-3, 3-6, 8-6 |
| 1938 | Чемпионат США       | трава    | Дон Бадж | Джон Бромвич Адриан Квист        | 6-3, 6-2, 6-1      |

#### Поражения (3)
| Год  | Турнир            | Покрытие | Партнёр  | Соперники в Финале                | Счёт в финале           |
| 1935 | Чемпионат США     | трава    | Дон Бадж | Уилмер Эллисон Джон ван Рин       | 2-6, 3-6, 6-2, 6-3, 1-6 |
| 1937 | Чемпионат США     | трава    | Дон Бадж | Хеннер Хейнкель Готфрид фон Крамм | 4-6, 5-7, 4-6           |
| 1938 | Чемпионат Франции | грунт    | Дон Бадж | Ивон Петра Бернар Дестремю        | 6-3, 3-6, 7-9, 1-6      |